# John Maclean (triathlon)
Pour les articles homonymes, voir John MacLean et MacLean.
John Alexander Maclean né le 27 mai 1966 à  Caringbah en Australie, est un sportif et un triathlète handisport australien. Il est le premier paratriathlète à participer et à terminer l'Ironman de Kona (Hawaï) en 1995. Il a également effectué la traversée de la Manche à la nage en 1998. Il fait partie de l’équipe paralympique d’athlétisme australienne lors des jeux paralympiques de 2000 à Sydney. Sélectionné en 2008 aux Jeux paralympiques de Pékin en aviron, il remporte une médaille d'argent. Il est le fondateur de la fondation John Maclean, qui concentre son aide sur des jeunes de moins de 18 ans en fauteuil roulant. Il donne également des conférences de motivation pour divers organismes privés.

## Biographie

### Jeunesse
John Maclean naît et grandit dans la banlieue de Sydney en Australie dans le quartier de Caringbah. Il est le plus jeune d'une fratrie de trois enfants. D'origine écossaise, ses parents émigrent en Australie en 1966. Sa mère étant atteinte de schizophrénie, il est alors placé en foyer d'accueil. Dans sa jeunesse, il pratique le rugby et fait partie de la réserve de l'équipe des Panthers Penrith, il participe également à quelques triathlons.
Le 27 juin 1988, lors d'un entrainement en vélo pour le Népéan triathlon, il est violemment percuté à l’arrière par un poids lourd. Les blessures corporelles extrêmement graves qu'il subit, fracture de la colonne vertébrale, poumon perforé, bras et cotes cassées le rendent complètement paraplégique,.

### Carrière sportive
En 1994 John Maclean participe et termine le Nepean Triathlon épreuve pour laquelle il s'entrainait avant son accident et devient le premier triathlète paraplégique d'Australie. Inspiré par les images de Jon Franck à la télévision, concurrent en fauteuil roulant au championnat du monde d'Ironman, il s'engage sur cette compétition en 1995 et 1996, mais ne parvient pas à passer les barrières temps de la partie vélo. En 1996, il fait également partie de l'équipe nationale de basketball en fauteuil roulant australienne pour les Jeux paralympiques de 1996, mais il s'en retire pour se concentrer et préparer sa troisième participation à l'Ironman. En 1997 pour sa troisième tentative, il devient le premier paraplégique à franchir la ligne d'arrivée du championnat du monde d'Ironman, il réalise cet exploit dans les temps limites octroyés aux compétiteurs valides et en 12 h 21 min 30 s,,.
Le 30 août 1998, il traverse la Manche à la nage  avec un temps de 12 h 55. La  Channel Swimming Association refuse tout d'abord de reconnaître son exploit, mais met en place un comité d'évaluation « pour nageurs spéciaux » qui reconnait par la suite la qualité de la performance. Un documentaire, Contre vents et marées, est produit autour de cet exploit sportif.

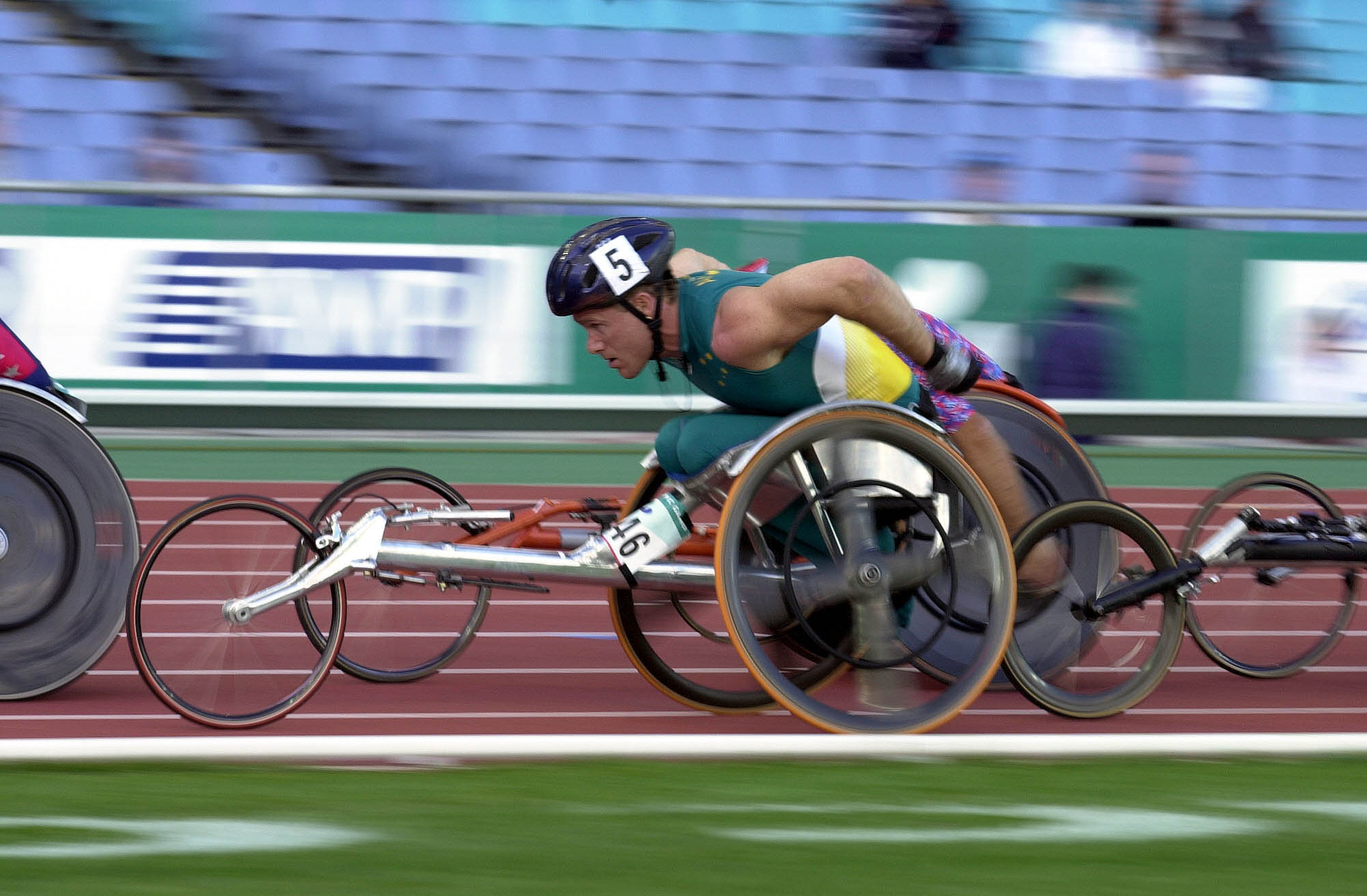
John Maclean sur le 10 km aux jeux de Sydney en 2000

Lors de Jeux olympiques d'été de 2000, il fait partie de l'équipe australienne pour les jeux paralympiques et prend part au 4 X 400 mètres, atteint la demi finale du 1 500 mètres, est disqualifié en demi finale du 5 000 mètres pour obstruction de la piste après un accident, prend la neuvième place du 10 000 mètres et clôture ses jeux en prenant la douzième place du marathon dans sa catégorie de handicap,.
John Maclean participe à de nombreuses et diverses épreuves sportives, en 2001, il intègre un équipage pour la course de navigation Sydney-Hobart. Il participe en 2006 à l'Ultraman Triathlon à Hawaï. À partir de 2007, il participe à des compétitions d'aviron et remporte le championnat dans la catégorie « simple homme ». En association avec la championne féminine Kathryn Ross, ils remportent la médaille d'argent aux mondiaux de Munich cette même année. Il participe en 2008 aux Jeux paralympiques de Pékin dans la catégorie TA2x. Il annonce sa retraite sportive après ces jeux, mais fait un retour avec Kathryn Ross en 2011 pour les championnats du monde en Slovénie et remporte la médaille de bronze, il remporte également deux médailles d'or lors de l'International Adaptative Regatta en Italie. Il n'est pas qualifié pour les jeux paralympiques de 2012 de Londres  battu par Gavin Bellis (en) lors des sélections nationales qui se déroulent en Italie au début de 2012.
En 2013, il participe à l’édition inaugurale du championnat national de paratriathlon sur distance sprint (S) et prend la seconde place dans la catégorie TR1 derrière le champion du monde de la catégorie,.
Le 26 octobre 2014, John Maclean termine le  Nepean Triathlon sans son fauteuil roulant, à l'aide d'orthèses en fibre de carbone et de bâtons de marche nordique pour la partie course à pied. Il réalise cette performance après avoir regagné un certain usage de ses jambes grâce à nouveau procédé thérapeutique, la Ware K Tremor Therapy. Il prévoit de continuer de s'engager sur des compétitions sans son fauteuil roulant.

### Vie privée et professionnelle
John Maclean vit à Penrith avec sa seconde épouse et leur fils. En 1998 il crée la « Fondation John Maclean » consacrée aux jeunes de moins de 18 ans handicapés, particulièrement ceux en fauteuil roulant. Il donne également des conférences de motivation dans des entreprises industrielles comme les laboratoires Pfizer, ou informatique comme le site d'enchères commerciales eBay. Il a écrit des ouvrages sur sa vie en collaboration avec Paul Connolly en 2005 et avec Lynne Cossar en 2009.

### Reconnaissance
En 2000, John Maclean est décoré de la médaille de l'Ordre de l'Australie « pour service rendu au sport en tant que triathlète et nageur, ainsi qu'à la promotion du sport pour les personnes handicapées et l'encouragement des jeunes athlètes en fauteuil roulant ».Il reçoit la même année, la médaille australienne des sports.
Il est le porteur des flammes olympiques et paralympiques lors des Jeux de Sydney en 2000. En 2002, il devient le premier citoyen non-américain et le premier paraplégique à être intronisé dans le Ironman Hall of Fame de la World Triathlon Corporation,. En 2008, il apparait dans une publicité pour la marque de produit énergétique « Gatorade » en compagnie de  Mohamed Ali, Michael Jordan, Tiger Woods, Usain Bolt, et Nadia Comăneci. Publicité qui est présentée pour la première fois aux États-Unis à l'occasion du Super Bowl de l'année.